# Geophis nigrocinctus
Geophis nigrocinctus là một loài rắn trong họ Rắn nước. Loài này được Duellman mô tả khoa học đầu tiên năm 1959.